# Didier-Claude Rod
Didier-Claude Rod, né le 7 juin 1950 à Poissy, est une personnalité politique française.

## Biographie
Docteur en médecine, il travaille ensuite dans l'industrie pharmaceutique, il entre très jeune au PSU dont il intègre le Secrétariat national en 1982, il appartient au bureau national de l'Alternative rouge et verte (AREV) avant d'adhérer aux Verts en 1992. 
Il est porte-parole des Verts d'Île-de-France.
Élu député au Parlement européen en 1999, il travaille jusqu'à la fin de son mandat en 2004 sur les questions de santé et de développement et de coopération, en particulier en tant que vice-président de l'Assemblée parlementaire ACP-UE.
Il est membre du CNIR, délégué des Verts au Parti vert européen, et membre de la Commission permanente électorale.
Élu en novembre 2007 président de Lauragais Nature, la principale association de défense de l'environnement du Lauragais, il est aussi porte-parole du collectif « Lauragais sans autoroutes ».